# Động đất Papua 2009
Hàng loạt động đất mạnh ở Papua, miền Đông hẻo lánh của Indonesia, vào Chủ Nhật 4 tháng 1 năm 2009 đã giết chết ít nhất 4 người và đã gây ra những lo ngại về một đợt sóng thần nữa tại một nước vẫn còn đang hồi phục sau những đợt sóng gây chết chóc vào năm 2004.
Một trong những cơn địa chấn - có cường độ 7.3 - đã được cảm thấy ở những nơi xa xôi như Úc và gây ra những cơn sóng thần nhỏ đánh vào bờ biển Đông Nam của Nhật.
Cơ quan khảo sát địa chất của Hoa Kỳ nói trận động đất đầu tiên có cường độ 7.6 đã diễn ra vào lúc 4:43 giờ sáng, giờ địa phương (19:43 giờ GMT), and another at magnitude 6.0. cách Manokwari, thành phố chính trong tỉnh Papua, khoảng 135 km, ở một độ sâu 35 km. Tiếp theo là hàng chục cơn hậu chấn.
Ít nhất bốn người đã thiệt mạng ở Papua, hàng chục người bị thương và khoảng 135 căn nhà và các kiến trúc khác bị hư hại nặng hoặc sụp đổ. Phi đạo của phi trường Rendani ở Manokwari bị nứt nẻ, khiến nhà chức trách phải hủy bỏ các chuyến bay thương mại.
Các cư dân tại Manokwari đã hoảng hốt chạy ra khỏi nhà cửa của họ trong đêm tối vì sợ một trận sóng thần. Cơ quan Khí tượng và Địa chấn của Indonesia đã ban hành một lệnh báo động sóng thần, nhưng đã bãi bỏ một giờ sau đó, khi trung tâm địa chấn của trận động đất chính được xác nhận diễn ra ở đất liền.
Những trận động đất có trung tâm địa chấn trên bờ ít gây đe dọa sóng thần cho chính Indonesia, nhưng những trận động đất ở gần bờ biển có thể gây ra những đợt sóng lớn đôi khi có thể lan tới bờ biển của các nước khác như Nhật.
Cơ quan khí tượng của Nhật nói những cơn sóng thần cao khoảng từ 10 cm đến 40 cm đã đập lên bờ của các thành phố dọc bờ biển. Cơ quan cũng cảnh cáo rằng những cơn sóng thần lớn hơn có thể sẽ xảy ra sau.
Indonesia nằm vắt ngang một dãy những đường nứt và núi lửa được gọi là "Vòng Lửa" Thái Bình Dương, nơi thường diễn ra những hoạt động địa chấn.